# Бирман, Пери
Пери Бирман (англ. Peri J. Bearman, род. 1953) — американский правовед, специалистка в области исламского права. Заместитель директора в исламской программе правоведения в Гарвардской школе права. Главный редактор журнала Journal of the American Oriental Society и один из главных редакторов «Энциклопедии ислама». Член международного общества правоведов и его Президент в 2015—2018 годах. Выпускница Лейденского университета (Лейден, Нидерланды).